# Пантыл
Пантыл — село в Белохолуницком районе Кировской области. Входит в Гуренское сельское поселение.

## География
Находится на расстоянии примерно 12 километров по прямой на юго-запад от районного центра города Белая Холуница.

## История
Известна с 1678 года, когда в ней было учтено 5 дворов. В 1697 году построена была деревянная Дмитриевская церковь, каменная построена в 1777 году (ныне в руинированном виде). В 1762 году отмечено 40 жителей, в 1873 году дворов 30 и жителей 133, в 1905 23 и 168 соответственно, в 1926 36 и 244. В 1950 47 дворов и 114 жителей, в 1989 году не было постоянных жителей.

## Население
Постоянное население  составляло 16 человек (русские 100%) в 2002 году, 9 в 2010.